# Emmanuel Yezzoat
Emmanuel Yezzoat (Bangui, 21 giugno 1986) è un ex calciatore centrafricano, di ruolo portiere.

## Carriera

### Club
Gioca dal 2008 al 2010 al Bilompé Pointe-Noire. Nel 2011 si trasferisce al Mounana. Nel 2013 passa al Sogéa. Nel 2015 viene acquistato dall'Oyem, dove gioca fino al 2018.

### Nazionale
Debutta in nazionale nel 2003, giocando in tutto 3 incontri nell'arco dei 10 anni successivi.

## Palmarès

### Club

#### Competizioni nazionali
- Campionato gabonese: 1

Mounana: 2012